# Lobsang Tashi (politicus)
Lobsang Tashi (1897-1966) was een Tibetaans politicus. Hij diende als monnikfunctionaris.

## Loopbaan
In de jaren 30 werkte Tashi bij het Tibet Bureau in Nanking. Hier leerde hij de beheersing van het Chinees.
In 1950 werd hij samen met Lukhangwa benoemd tot premier (Sitsab), net voordat de veertiende dalai lama uit Lhasa vluchtte, als gevolg van de Invasie van Tibet. Beide voerden openlijk oppositie tegen de aanwezigheid van de Chinese militairen. Een van de breekpunten was het moment dat Tashi voor het eerst in het Chinees terugsprak tegen de Chinese legerleiding. Er volgde een felle woordenwisseling waarin Tian Guansan Tashi beschuldigde dat hij hem had verraden.
Uiteindelijk werd het premiersduo in 1952 ontslagen. De Kashag bracht op 27 april naar buiten dat ze waren afgetreden. Hun ontslag betekende een slag voor het verzet van veel Tibetanen tegen de nieuwe machthebbers. Veel Tibetaanse aristocraten verlieten het land en zochten hun toevlucht in Kalimpong. Ook Lukhangwa trok naar Kalimpong; Lobsang Tashi ging zich sindsdien aan religieuze praktijk.
- Library of Congress Control Number: n2016247561
- Virtual International Authority File: 3780147665870260670004
- WorldCat: E39PBJptW9cddd7Km6d6FghmBP